# Trzcinno (jezioro na Pojezierzu Mrągowskim)
Trzcinno – jezioro w woj. warmińsko-mazurskim, w powiecie kętrzyńskim, w gminie Reszel, leżące na terenie Pojezierza Mrągowskiego.

## Dane morfometryczne
Powierzchnia zwierciadła wody według różnych źródeł wynosi od 27,5 ha do 32,3 ha.
Zwierciadło wody położone jest na wysokości 107,7 m n.p.m. lub 109,0 m n.p.m. Średnia głębokość jeziora wynosi 10,5 m, natomiast głębokość maksymalna 32,2 m.